# Amalie Christie
Amalie Christie (Vang, 21 december 1913 – Bærum 4 maart 2010) was een Noors pianiste binnen de klassieke muziek. Naast muzikant was ze ook muziekpedagoog en antroposoof.

## Achtergrond
Amalie Christie werd geboren binnen het gezin van professor Werner Hosewinckel Christie (1877-1927) en Karen Amalie Wedel-Jarlsberg (1886-1952). Ze was zuster van de hoge militairen Johan Koren Christie en Werner Christie. Ze huwde in 1944 pianist Robert Riefling van wie ze in 1947 alweer scheidde. Later hertrouwde ze met antroposoof Dan Lindholm. Uit dat huwelijk werd filosoof en bioloog Markus Lindholm geboren. Ze woonde enige tijd in Gudbrandsdalen en Jår, een buurt van Bærum. Ze speelde een actieve rol in de Tweede Wereldoorlog door voor de Joden op te komen. Haar toekomstige man Riefling kwam enige vast te zitten in een Noors concentratiekamp. Na de oorlog nam ze het echter op voor de collaborateurs. Ze was wars van ideologieen en verdedigde het humanisme. Dit werd versterkt door haar huwelijk met Lindholm, die deel uitmaakte van een groep van jonge Noorse antroposofen met Jens Bjørneboe, André Bjerke en Lisel Bjørneboe in de gelederen, die de gedachtenleer van Rudolf Steiner aanhingen. Ze richtte samen met Lindholm de Steinerskolen in Bergen op.

## Muziek
Ze studeerde enige tijd aan de Universiteit van de Kunsten te Berlijn en gaf haar eerste concert in 1938 te Oslo. Eerst was Nils Larsen haar docent. Ze gaf gedurende een langere tijd (70 jaar) les, schreef boeken over muziek, bijvoorbeeld over Ludwig van Beethoven en muziekonderwijs. Een van haar leerlingen was Ketil Bjørnstad. Ze had een afkeer van popmuziek, dat ze soms vulgair vond. Om die muziek te weren nam ze in de jaren 60 deel aan een aantal televisiedebatten waarbij onder meer Oj, oj, oj, så glad jeg skal bli werd besproken. Dat nummer was geschreven door Arne Bendiksen voor de Noorse inzending van het Eurovisiesongfestival 1969, dat in Madrid werd gehouden. De debatten met Bendiksen en Elisabeth Granneman liepen uit de hand. Christie werd met zelfs reukzout besproeid. Christie bleek achteraf enigszins gelijk te krijgen, Kirstie Sparboe werd 18e in een veld van achttien deelnemers.

## Publicaties
- Mennesket og musikken (1948)
- Beethoven (1970)
- Beethovens berv og notater (1999)
- Vi spiller fra hånd til hånd (2006)
- Biografie: Ingeborg Solbrekken: Med empati som våpen; Amalie Christies kamp mot deportasjon og rettsoppgjør (2004)
- Documentaire: Musikken framfor alt: et møte med Amalie Christie; regie Ingernanna Krohn Nydal (2000)

- Bibsys: 90387310
- Gemeinsame Normdatei: 127181709
- International Standard Name Identifier: 0000 0000 1518 9089
- Nationale Bibliotheek van Israël: 987013340415705171
- Virtual International Authority File: 77328890
- WorldCat: E39PBJk4Cm6GgDrV7CbBPxgFrq